# HMS Janus (F53)
«Джейнес» (F53) (англ. HMS Janus (F53) — військовий корабель, ескадрений міноносець типу «J» Королівського військово-морського флоту Великої Британії за часів Другої світової війни.

## Історія створення
«Джейнес» був закладений 29 вересня 1937 року на верфі компанії Swan Hunter, у містечку Тайн-енд-Вір. 5 серпня 1939 року увійшов до складу Королівських ВМС Великої Британії.